# Antónios Bourniás
Antónios Bourniás est un paysan originaire de Chios en Grèce,.
Il participe à la campagne d'Égypte de Bonaparte. Il s'est ensuite lancé dans le commerce à Smyrne et a fait banqueroute. Réfugié à Samos, il s'enthousiasma pour la guerre d'indépendance grecque. Avec quatre autres Chiotes, il sut convaincre Lykoúrgos Logothétis de monter une expédition pour libérer son île natale. Le débarquement eut lieu le 22 mars 1822.
Cette intervention eut pour conséquence de déclencher le massacre de Chios.